# Mustapha Riga
Pour les articles homonymes, voir Riga (homonymie).
Mustapha Riga est un footballeur néerlandais né le 10 octobre 1981 à Accra (Ghana).

## Biographie
Évoluant au poste d'attaquant, Mustapha Riga est formé aux Vitesse Arnhem. C'est un joueur rapide, très adroit dans la zone offensive.
Il a la double nationalité hollando-ghanéenne et en 2005, Ratomir Dujković, entraîneur de l'équipe du Ghana de football lui demande d'intégrer l'équipe A. Arrivé très jeune aux Pays-Bas, il a même déjà joué avec l'équipe des moins de 20 ans néerlandaise et refuse la proposition.
Après avoir marqué 30 buts pour Sparta Rotterdam en deux saisons, il est recruté par Levante UD en 2005.
Le 28 juillet 2008, il signe un contrat de trois ans le liant au club anglais de Bolton.
Après 18 mois sans jouer un seul match, il rompt son contrat en janvier 2011 et rejoint le FC Cartagena le 22 mars 2011. 

## International
- 86 fois international dans les équipes de jeunes (-14 ans, -16 ans, -18 ans et -20 ans) en équipe des Pays-Bas de football

## Palmarès
- Demi-finaliste du Mundial des -20 ans en Argentine en 2001 avec l'équipe des Pays-Bas où il a disputé 8 matchs
- 2004-2005 : montée en championnat des Pays-Bas de football avec Sparta Rotterdam